# Borissovka (kraï du Primorié)
Borissovka (en russe : Бори́совка) est un village de l'okroug urbain d'Oussouriïsk du kraï du Primorié en Extrême-Orient russe. Sa population s'élevait à 2 472 habitants au recensement de 2021.

## Géographie
La localité est située dans le kraï du Primorié, un sujet de l'Extrême-Orient de la Russie, en Mandchourie-Extérieure, qui était autrefois chinoise (avant 1860). Elle se trouve dans le district fédéral extrême-oriental. Elle est l'une des 38 localités de l'okroug urbain d'Oussouriïsk, subdivision du sud-ouest du kraï dans la plaine du Khanka, dont le centre administratif est la ville d'Oussouriïsk.
Borissovka, comme tout le kraï du Primorié, est située dans le fuseau horaire MSK+7 (heure de Vladivostok). Le décalage horaire appliqué par rapport au temps universel coordonné est +10:00.

## Histoire
La localité a été fondée en 1883.

## Démographie
Recensements (*) et estimations de la population,,,:
| 1883 | 1915  | 1939* | 2002 * |
| ---- | ----- | ----- | ------ |
| 134  | 1 015 | 1 127 | 2 151  |

| 2010* | 2021* | - | - |
| ----- | ----- | - | - |
| 2 396 | 2 472 | - | - |

Selon le recensement de 2002, sur les 2 151 habitants, il y avait 88 % de Russes.